# 放射能泉

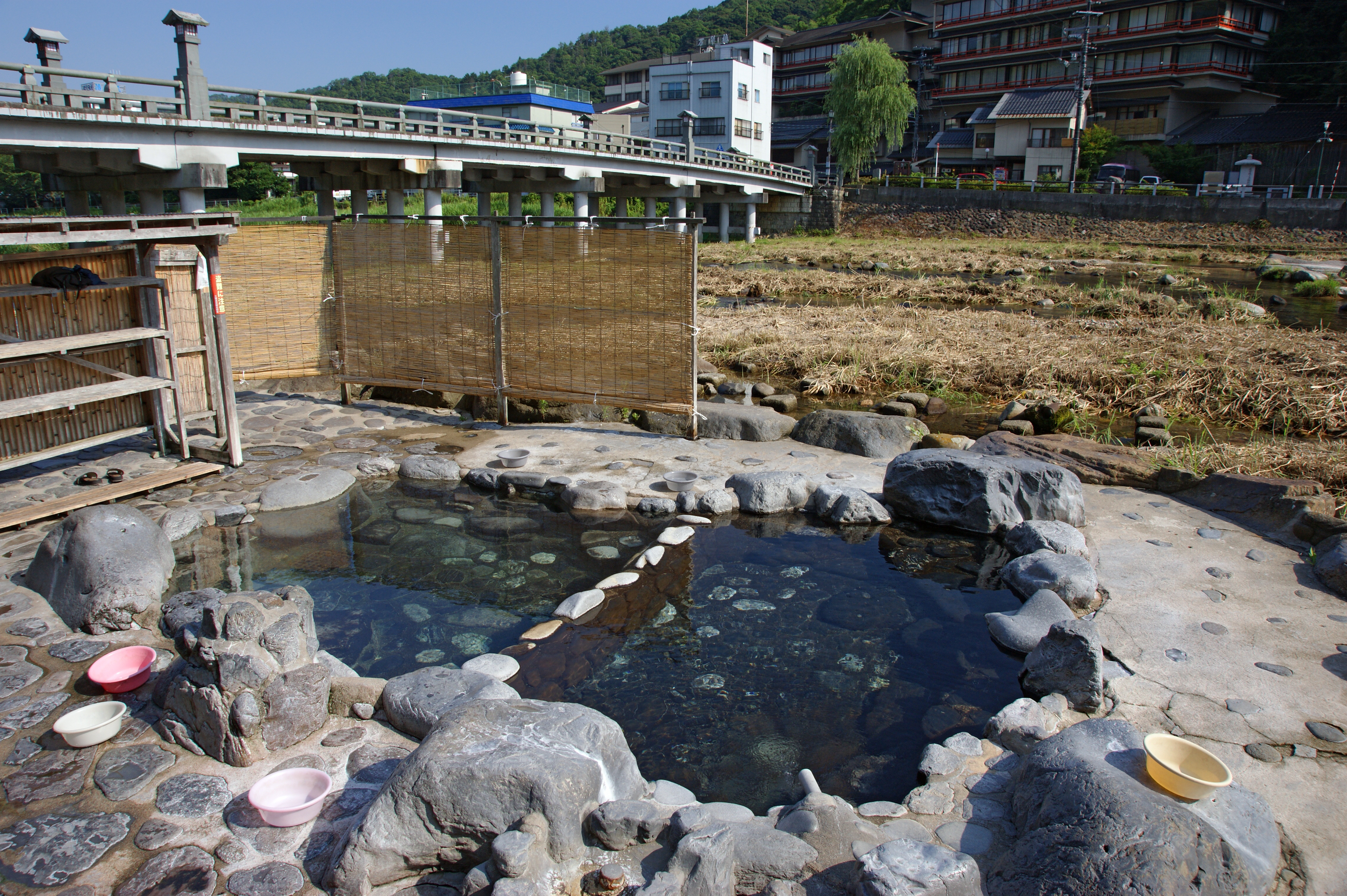
ラドン泉として知られる三朝温泉の河原風呂

放射能泉（ほうしゃのうせん, Radioactive Spring）は、掲示用泉質名に基づく温泉の泉質の分類の一種。温泉法では特殊成分を含む療養泉（medical springs）に分類される。日本の温泉において、8%ほどが放射能泉に該当する。
放射能泉はラジウムの含有量に関係なく、ラジウム温泉（ラジウム泉）と総称されることもあるが、日本の場合はラドン含有量の多いものがほとんどであり、そのような温泉は一般的に「ラドン温泉」（ラドン泉）と呼ばれている。この他、ラドンの同位体であるトロンを多く含むものもあり、同様に「トロン温泉」（トロン泉）と呼ばれている。

## 泉質の定義
| 旧泉質名 | 新泉質名                                                                      | 略記泉質名                                              |
| -------- | ----------------------------------------------------------------------------- | ------------------------------------------------------- |
| 放射能泉 | - 単純弱放射能泉 - 単純放射能泉 - 含弱放射能－○－○泉 - または含放射能－○－○泉 | - 単純弱Rn泉 - 単純Rn泉 - 含弱Rn－○－○泉 - 含Rn－○－○泉 |

放射能泉
温泉水1kg中にラドンを3ナノキュリー（ = 8.25マッヘ単位 = 111Bq）以上含有。
単純弱放射能泉・含弱放射能泉
ラドン含有量は 8.25マッヘ単位/kg 以上、50マッヘ単位/kg 未満
単純放射能泉・含放射能泉
50マッヘ単位/kg 以上。
放射能泉の場合、前述の泉質定義に合致すれば放射能泉となる。そのため、新泉質名による分類では“含放射能○○泉”、または“含弱放射能□□泉”と付く多くの泉質が存在する。
国内の最高値は、有馬温泉天満宮の湯において 14Bq/Lであった。

## 利用
微量のラジウム、ラドンおよびアスタチンから水銀までの原子核崩壊によって生じる、放射性同位体が含まれているのが特徴である。たとえば有馬温泉の源泉近くでは、13マイクロシーベルト/時を被曝する。この量は、原子力安全委員会の指針では屋内退避が推奨される被曝量である。
これに対し、「健康への悪影響は一切なくむしろホルミシス効果による免疫細胞の活性化により健康になるため積極的に被曝すべき」とする者もいる。その一方で、ラドン被曝などでの健康に対する害への指摘もある。このように放射能泉やホルミシス効果には、益とする意見と害とする意見があり、賛否両論である。
ある研究では、3.9Bq/kgの温泉に2時間入浴した場合の被ばく量は 2.8nSv、加えて500mlを飲用すると合計5.1nSvであるとされる。増富温泉(617mBq/L)を毎日2.2L飲用した場合では、年間線量は0.14mSVと試算される。

## 効能
※効能はその効果を万人に保証するものではない
泉質に基づく効能として、以下が挙げられる。

### 適応症

#### 浴用
- 一般的適応症のほか、痛風、高血圧症、動脈硬化症、慢性皮膚病、慢性婦人病、慢性胆嚢炎、胆石症。

#### 飲用
- 痛風、慢性消化器病、慢性胆嚢炎、胆石症、神経痛、筋肉痛、関節痛。

### 禁忌症
- 浴用において一般的禁忌症。

## 代表的な温泉地

### 日本国内
- 二股ラジウム温泉（北海道）
- 三朝温泉（鳥取県）[1]
- 関金温泉（鳥取県）
- 有馬温泉（兵庫県）[1]
- 増富温泉（山梨県）[1], 国内最高
- 玉川温泉（秋田県）[1]
- 恵那峡温泉（岐阜県）[1]
- 池田ラジウム鉱泉（島根県）[1]
- 母畑温泉（福島県）
- 猫啼温泉（福島県）
- 馬場の湯温泉（福島県）
- みちのく霊泉 やわらぎの湯(福島）

### 日本以外
- アーカルーラ（英語版） ‐オーストラリアにある放射能泉がある地域。
- ラームサル ‐ラジウムを含む温泉が湧くため、高い放射線が確認される。国際的に高い環境放射線の地域とされており、影響と健康の研究が行われている[6]。
- Radium Hot Springs（英語版）